# جانيت راولي
جانيت دافيسون راولي (بالإنجليزية: Janet Davison Rowley)‏ ‏ (5 أبريل 1925 - 17 ديسمبر 2013) عالمة وراثة أمريكية، وهي أول من قام بتحديد الانتقال الكروموسومي كسبب لمرض ابيضاض الدم (اللوكيميا) وأمراض السرطان الأخرى.
حازت على العديد من الجوائز من ضمنها جائزة الملك فيصل العالمية سنة 1988م.
توفيت في 17 ديسمبر سنة 2013 عن عمر ناهز 88 عاماً بعد معاناة مع سرطان المبيض.